# Miguel Cantacuzeno
Miguel Cantacuzeno(m. 1316) foi o primeiro epítropo ("zelador", "supervisor") da província bizantina da Moreia, um posto que manteve de 1308 até sua morte em 1316.

## Déspota
Em 1308, o imperador bizantino Andrônico II Paleólogo passou um decreto que acabou com a nomeação anual de novos governadores para a Moreia ordenando que a posição passasse a ser vitalícia. Depois do decreto, o primeiro epítropo que imperador nomeou foi Miguel Cantacuzeno. Sua chegada na região foi uma benção para a população da empobrecida província, pois ele terminou com o hábito até arraigado entre os antigos governadores de "tentar enriquecer rapidamente" no curto mandato de doze meses. Além disso, Miguel conseguiu estabilizar a economia em seus oito anos, dando ao seu sucessor, Andrônico Asen, a possibilidade de iniciar suas guerras de conquista.
Miguel Cantacuzeno morreu em 1316 e deixou apenas um filho, João Cantacuzeno, que tornar-se ia imperador, como João VI Cantacuzeno, em 1347.